# Mike Angelidis
Michael Angelidis, detto Mike (Woodbridge, 27 giugno 1985), è un ex hockeista su ghiaccio canadese.
Ha giocato per quasi tutta la sua carriera in American Hockey League, vincendo la Calder Cup nella stagione 2011-2012 con la maglia dei Norfolk Admirals. Ha disputato anche 14 incontri in NHL con i Tampa Bay Lightning.
La sua unica esperienza in Europa è stata con la maglia dell'Hockey Club Bolzano nella vittoriosa EBEL 2017-2018: al termine della stagione ha annunciato il ritro per dedicarsi alla famiglia.

## Palmarès

### Club
- Calder Cup: 1

Norfolk: 2011-2012
- Campionato austriaco: 1

Bolzano: 2017-2018

### Individuali
- AHL All-Star Game: 1

2015-2016
- CHL Humanitarian of the Year: 1

2005-2006
- Dan Snyder Trophy: 1

2005-2006